# Patricie z Connaughtu
Lady Viktorie Patricie Helena Alžběta Ramsayová (rozená princezna Patricie z Connaughtu; 17. března 1886 Buckinghamský palác – 12. ledna 1974 Widlesham) byla vnučka královny Viktorie. Po svatbě s Alexandrem Ramsayem se vzdala titulu britské princezny a oslovení královské Výsosti.

## Biografie

### Původ a mládí

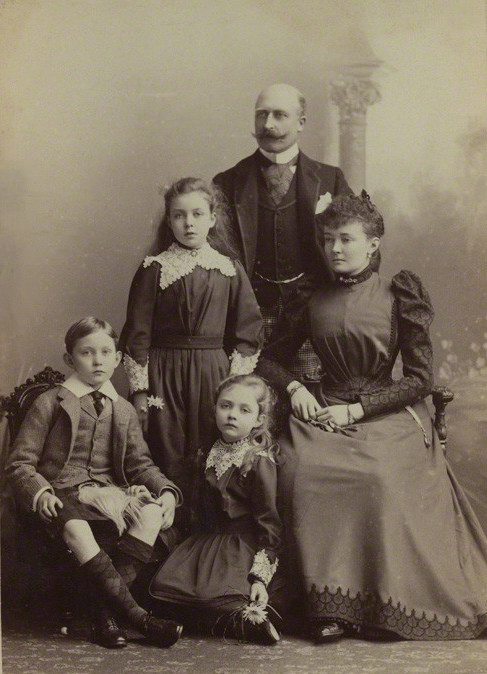
Vévoda z Connaughtu se svými dětmi a manželkou

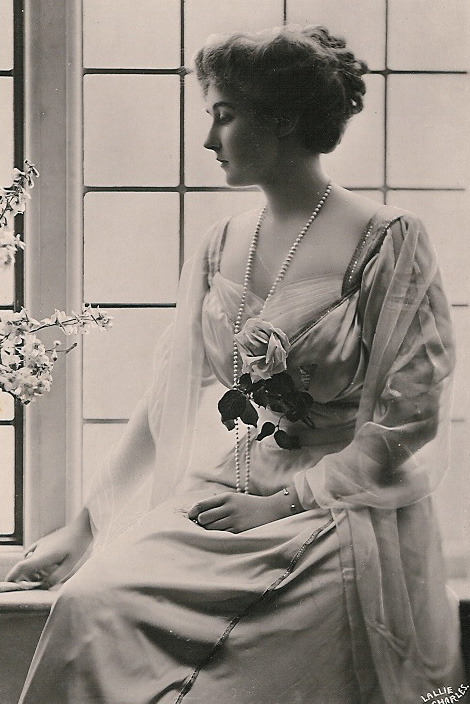
Fotografie princezny Patricie

Princezna Patricie se narodila 17. března 1886 v den svatého Patrika v Buckinghamském paláci v Londýně jako nejmladší ze tří dětí prince Artura, vévody z Connaughtu a Strathearnu, třetího syna královny Viktorie a prince Alberta, a princezny Luisy Markéty Pruské. Jejími sourozenci byli princ Artur z Connaughtu a princezna Margareta z Connaughtu, pozdější švédská korunní princezna.
Princezna byla pokřtěna jako Viktorie Patricie Helena Alžběta (Victoria Patricia Helena Elizabeth) v Bagshot Park 1. května 1886. Její nejbližší jí přezdívali Patsy. Jejími kmotry byli královna Viktorie, vévoda ze Saska-Koburgu a Gothy (zastoupen princem Kristiánem Šlesvicko-Holštýnským), dědičná velkovévodkyně z Oldenburgu, Vilém II. Pruský (zastoupen německým velvyslancem hrabětem Hatzfeldtem), princezna Helena a princ Albert Pruský (zastoupen dědičným oldenburským velkovévodou). Pojmenována byla po své babičce královně Viktorii (Viktorie), svatém Patrikovi (Patricie) a princezna Heleně, sestře jejího otce (Helena).
Vyrůstala jako členka královské rodiny a účastnila se královských svateb a rodinných dovolených. Jako družička se v roce 1893 účastnila svatby vévody a vévodkyně z Yorku, pozdějšího královského páru Jiřího V. a královny Marie.

### Cestování
V dětství velmi cestovala, její otec byl totiž společně s armádou vyslán do Indie, kde malá princezna strávila dva roky. V roce 1911 vévodu jmenovali generálním guvernérem Kanady. Princezna doprovázela rodiče do Kanady, kde se stala později velmi populární. Její portrét se objevila na jednodolarové bankovce vydané v roce 1917.
V únoru 1918 ji jmenovali vrchním plukovníkem Kanadské lehké pěchoty princezny Patricie, kterým byla až do své smrti. Pluk byl zřízen Andrewem Hamiltonem Gaultem na jeho vlastní náklady. Mimo jiné se jednalo o poslední soukromě vytvořený regiment v britském impériu. Princezna osobně navrhla odznak a barvy pluku regimentu, se kterými se pluk plavil do Francie a na její svatbu v roce 1919, které se regiment účastnil a zahrál jejich pochod. V anglikánském kostele svatého Bartoloměje v Ottawě se nachází pamětní deska princezny Patricie.

### Manželství
Otázka manželství princezny Patricie se stala žhavým tématem edvardovské éry. Byla spojována s mnoha zahraničními šlechtici – španělským králem, portugalským královským princem, pozdějším velkovévodou Meklenbursko-Střelickým nebo velkoknížetem Michaelem.
Princezna se nakonec provdala za neurozeného námořního velitele a pozdějšího admirála Sira Alexandera Ramsaye, pobočníka jejího otce a třetího syna 13. hraběte z Dalhousie. Svatba se konala 27. února 1919 ve Westminsterském opatství. U příležitosti svatby se dobrovolně vzdala svého titulu Královské Výsosti a princezny Velké Británie a Severního Irska a byl jí udělen titul Lady (Lady Patricia Ramsay). Manželé spolu měli jediného potomka: Alexandera Ramsaye z Maru (1919–2000), který se oženil se skotskou šlechtičnou Florou Fraserovou, 21. Lady Saltoun, jejichž potomci a vnoučata žijí dodnes.

### Pozdější léta
Přesto, že se vzdala svého královského titulu, zůstala Lady Patricia i nadále členkou britské královské rodiny a v linii následnictví na britský trůn. Navštěvovala všechny nejdůležitější královské události, mezi které patřila například korunovace Jiřího V. v roce 1937 nebo Alžběty II. v roce 1953. Společně s ostatními členy královské rodiny šla v procesí princezen královské krve, při níž jí vlečku nesl posel a důstojník její korunku. Lady Patricia se účastnila i zahradních slavností nebo státních návštěv, její účast je zaznamenána ve dvorním oběžníku společně s ostatními členy královské rodiny.
Lady Patricia byla výbornou umělkyní specializující se na akvarely, v roce 1959 byla jmenována čestnou členkou Královského institutu malířů akvarelovými barvami. Mnoho její prací je inspirováno jejími cestami po tropických zemích. Studovala u A. S. Harticka, proto jsou její díla ovlivněna Gauguinem a Van Goghem, který je znal.
Lady Patricia zemřela v královské rezidenci ve Windleshamu v Surrey 12. ledna 1974. V době její smrti byla mladší ze dvou žijících vnuček královny Viktorie, druhou žijí vnučkou byla princezna Alice, hraběnka z Arthlone. Byla pochována společně se svým manželem admirálem Alexanderem Ramsayem na královském pohřebišti ve Frogmore přesně za Královským mauzoleem jejích prarodičů královny Viktorie a prince Alberta ve Windsorském parku.

## Vývod z předků
|                       |                                      |  |                     |                                          |  |  |  |  |  |  |  | František Sasko-Kobursko-Saalfeldský |
|                       |                                      |  |                     |                                          |  |  |  |  |  |  |  |                                      |
|                       | Arnošt I. Sasko-Kobursko-Saalfeldský |  |                     |                                          |  |  |  |  |  |  |  |                                      |
|                       |                                      |  |                     |                                          |  |  |  |  |  |  |  |                                      |
|                       |                                      |  |                     | Augusta Reuss Ebersdorf                  |  |  |  |  |  |  |  |                                      |
|                       |                                      |  |                     |                                          |  |  |  |  |  |  |  |                                      |
|                       | Albert Sasko-Kobursko-Gothajský      |  |                     |                                          |  |  |  |  |  |  |  |                                      |
|                       |                                      |  |                     |                                          |  |  |  |  |  |  |  |                                      |
|                       |                                      |  |                     | Augustus Sasko-Gothajsko-Altenburský     |  |  |  |  |  |  |  |                                      |
|                       |                                      |  |                     |                                          |  |  |  |  |  |  |  |                                      |
|                       | Luisa Sasko-Gothajsko-Altenburská    |  |                     |                                          |  |  |  |  |  |  |  |                                      |
|                       |                                      |  |                     |                                          |  |  |  |  |  |  |  |                                      |
|                       |                                      |  |                     | Luisa Šarlota Meklenbursko-Zvěřínská     |  |  |  |  |  |  |  |                                      |
|                       |                                      |  |                     |                                          |  |  |  |  |  |  |  |                                      |
|                       | Artur Sasko-Koburský                 |  |                     |                                          |  |  |  |  |  |  |  |                                      |
|                       |                                      |  |                     |                                          |  |  |  |  |  |  |  |                                      |
|                       |                                      |  |                     | Jiří III.                                |  |  |  |  |  |  |  |                                      |
|                       |                                      |  |                     |                                          |  |  |  |  |  |  |  |                                      |
|                       | Eduard August Hannoverský            |  |                     |                                          |  |  |  |  |  |  |  |                                      |
|                       |                                      |  |                     |                                          |  |  |  |  |  |  |  |                                      |
|                       |                                      |  |                     | Šarlota Meklenbursko-Střelická           |  |  |  |  |  |  |  |                                      |
|                       |                                      |  |                     |                                          |  |  |  |  |  |  |  |                                      |
|                       | Královna Viktorie                    |  |                     |                                          |  |  |  |  |  |  |  |                                      |
|                       |                                      |  |                     |                                          |  |  |  |  |  |  |  |                                      |
|                       |                                      |  |                     | František Sasko-Kobursko-Saalfeldský     |  |  |  |  |  |  |  |                                      |
|                       |                                      |  |                     |                                          |  |  |  |  |  |  |  |                                      |
|                       | Viktorie Sasko-Kobursko-Saalfeldská  |  |                     |                                          |  |  |  |  |  |  |  |                                      |
|                       |                                      |  |                     |                                          |  |  |  |  |  |  |  |                                      |
|                       |                                      |  |                     | Augusta Reuss Ebersdorf                  |  |  |  |  |  |  |  |                                      |
|                       |                                      |  |                     |                                          |  |  |  |  |  |  |  |                                      |
| Patricie z Connaughtu |                                      |  |                     |                                          |  |  |  |  |  |  |  |                                      |
|                       |                                      |  |                     |                                          |  |  |  |  |  |  |  |                                      |
|                       |                                      |  | Fridrich Vilém III. |                                          |  |  |  |  |  |  |  |                                      |
|                       |                                      |  |                     |                                          |  |  |  |  |  |  |  |                                      |
|                       | Karel Pruský                         |  |                     |                                          |  |  |  |  |  |  |  |                                      |
|                       |                                      |  |                     |                                          |  |  |  |  |  |  |  |                                      |
|                       |                                      |  |                     | Luisa Meklenbursko-Střelická             |  |  |  |  |  |  |  |                                      |
|                       |                                      |  |                     |                                          |  |  |  |  |  |  |  |                                      |
|                       | Fridrich Karel Pruský                |  |                     |                                          |  |  |  |  |  |  |  |                                      |
|                       |                                      |  |                     |                                          |  |  |  |  |  |  |  |                                      |
|                       |                                      |  |                     | Karel Fridrich Sasko-Výmarsko-Eisenašský |  |  |  |  |  |  |  |                                      |
|                       |                                      |  |                     |                                          |  |  |  |  |  |  |  |                                      |
|                       | Marie Sasko-Výmarsko-Eisenašská      |  |                     |                                          |  |  |  |  |  |  |  |                                      |
|                       |                                      |  |                     |                                          |  |  |  |  |  |  |  |                                      |
|                       |                                      |  |                     | Marie Pavlovna Romanovová                |  |  |  |  |  |  |  |                                      |
|                       |                                      |  |                     |                                          |  |  |  |  |  |  |  |                                      |
|                       | Luisa Markéta Pruská                 |  |                     |                                          |  |  |  |  |  |  |  |                                      |
|                       |                                      |  |                     |                                          |  |  |  |  |  |  |  |                                      |
|                       |                                      |  |                     | Fridrich Anhaltsko-Desavský              |  |  |  |  |  |  |  |                                      |
|                       |                                      |  |                     |                                          |  |  |  |  |  |  |  |                                      |
|                       | Leopold IV. Anhaltský                |  |                     |                                          |  |  |  |  |  |  |  |                                      |
|                       |                                      |  |                     |                                          |  |  |  |  |  |  |  |                                      |
|                       |                                      |  |                     | Amálie Hesensko-Homburská                |  |  |  |  |  |  |  |                                      |
|                       |                                      |  |                     |                                          |  |  |  |  |  |  |  |                                      |
|                       | Marie Anna Anhaltsko-Desavská        |  |                     |                                          |  |  |  |  |  |  |  |                                      |
|                       |                                      |  |                     |                                          |  |  |  |  |  |  |  |                                      |
|                       |                                      |  |                     | Ludvík Karel Pruský                      |  |  |  |  |  |  |  |                                      |
|                       |                                      |  |                     |                                          |  |  |  |  |  |  |  |                                      |
|                       | Bedřiška Vilemína Pruská             |  |                     |                                          |  |  |  |  |  |  |  |                                      |
|                       |                                      |  |                     |                                          |  |  |  |  |  |  |  |                                      |
|                       |                                      |  |                     | Frederika Meklenbursko-Střelická         |  |  |  |  |  |  |  |                                      |
|                       |                                      |  |                     |                                          |  |  |  |  |  |  |  |                                      |